# Solpugema junodi
Solpugema junodi är en spindeldjursart som först beskrevs av William Frederick Purcell 1903.  Solpugema junodi ingår i släktet Solpugema och familjen Solpugidae. Inga underarter finns listade i Catalogue of Life.